# Сингер, Максин
Максин Сингер (англ. Maxine Frank Singer; 15 февраля 1931, Нью-Йорк, США — 9 июля 2024, Вашингтон) — американская исследовательница в области молекулярной биологии. Соавтор популярного учебника «Гены и геномы».
Доктор философии (1957). Член Национальной академии наук США (1979), Папской академии наук (1986), Американского философского общества (1990). Являлась президентом Института Карнеги (с 1988), ныне эмерит.

## Биография
Родилась в Нью-Йорке, её родители — адвокат Хайман Франк и работница приёмного покоя Генриетта Перловиц — происходили из семей еврейских иммигрантов из Восточной Европы. Получила степень бакалавра по химии в Суортмор-колледже в 1952 году. После этого поступила в лабораторию Джозефа Фрутона в Йельском университете, и параллельно в лаборатории Леона Геппеля (англ. Leon Heppel) и в Национальном институте здравоохранения США в 1952 году. В 1957 году получила степень доктора философии по биохимии в Йеле. Затем поступила в исследовательский штат NIH. В 1980—1987 годах завлабораторией в NCI, после его ученый-эмерит.
В 1985—1988 годах возглавляла редколлегию влиятельного научного журнала Proceedings of the National Academy of Sciences. Главный редактор отказал ей в публикации статьи Питера Дюсберга отрицания связи между ВИЧ и СПИД[уточнить], что вызвало широкую дискуссию в научных кругах и прессе (впрочем, статья была напечатана при следующем главном редакторе).
С 1952 года замужем за Дэниэлом Моррисом Сингером, имела 4 детей.
Сингер скончалась в своём доме в Вашингтоне, округ Колумбия, 9 июля 2024 года от хронической обструктивной болезни лёгких и эмфиземы в возрасте 93 лет.
Награды и отличия
- Distinguished Presidential Rank Award (1988)
- National Medal of Science (1992)
- Премия Вэнивара Буша (1999)
- Public Welfare Medal (2007)